# 黑尔达兰
黑尔达兰，阿塞拜疆共和国城市，阿布歇隆区行政中心，距离首都巴库11公里。

## 历史
在20世纪初，黑尔达兰是一个村庄。1936年，黑尔达兰建镇。1963年，成为阿塞拜疆苏维埃社会主义共和国阿布歇隆区的行政中心
2006年11月29日，经阿塞拜疆国民议会批准，黑尔达兰获得城市地位。